# Gauliga Schleswig-Holstein 1942/43
De Gauliga Schleswig-Holstein 1942/43 was het eerste voetbalkampioenschap van de Gauliga Schleswig-Holstein. De Gauliga Nordmark werd omwille van de Tweede Wereldoorlog in drie nieuwe Gauliga's opgesplitst.
Holstein Kiel werd kampioen en plaatste zich voor de eindronde om de Duitse landstitel. De club versloeg TSG Rostock, Berliner SV 92 en FC Schalke 04. In de halve finale werd de club gestopt door Dresdner SC.

## Eindstand
| Plaats | Club                      | Wed. | W  | G | V  | Saldo | Ptn.  |
| ------ | ------------------------- | ---- | -- | - | -- | ----- | ----- |
| 1.     | Holstein Kiel             | 18   | 16 | 2 | 0  | 94:20 | 34:2  |
| 2.     | SG Ordnungspolizei Lübeck | 18   | 13 | 0 | 5  | 71:30 | 26:10 |
| 3.     | SC 08 Friedrichsort       | 18   | 10 | 3 | 5  | 51:40 | 23:13 |
| 4.     | FC 02 Kilia Kiel          | 18   | 9  | 2 | 7  | 57:42 | 20:16 |
| 5.     | SV Ellerbek               | 18   | 8  | 3 | 7  | 56:47 | 19:17 |
| 6.     | SpVgg Fortuna Glückstadt  | 18   | 5  | 6 | 7  | 45:45 | 16:20 |
| 7.     | SC Comet Kiel             | 18   | 6  | 3 | 9  | 41:54 | 15:21 |
| 8.     | FV Borussia 03 Kiel       | 18   | 4  | 3 | 11 | 32:75 | 11:25 |
| 9.     | BV Phönix 03 Lübeck       | 18   | 4  | 1 | 13 | 22:63 | 9:27  |
| 10.    | Reichsbahn SG Neumünster  | 18   | 3  | 1 | 14 | 28:81 | 7:29  |

|  | Kampioen   |
|  | Degradatie |